# 愚行権
愚行権（ぐこうけん、英語: the right to do what is wrong/the right of(to) stupidity）とは、たとえ他の人から「愚かでつむじ曲りの過ちだ」と評価・判断される行為であっても、個人の領域に関する限り誰にも邪魔されない自由のことである。

## 概要
ジョン・スチュアート・ミルの『自由論』（1859年）の中で展開された、功利主義と個人の自由に関する論考のなかで提示された概念であり、自由を構成する原則としての「他者危害排除の原則（英語: to prevent harm to others）」、すなわち他の人から見て賢明であるとか正しいからといって、何かを強制することは正当ではありえない、の原則から導出される一つの帰結としての自由として提示されたものである。
生命や身体など自分の所有に帰するものは、他者への危害を引き起こさない限りで、たとえその決定の内容が理性的に見て愚行と見なされようとも、対応能力をもつ成人の自己決定に委ねられるべきである、とする主張である。

## 権利の根拠と限界
『自由論』によれば愚行権は次の論拠において正当化される。
1. 個人の幸福への関心を最大に持つのは本人である。
2. 社会が彼に示す関心は微々たるものである。
3. 彼の愚行についての彼の判断と目的への外部からの介入は、一般的推定を根拠とするだろうが、誤る可能性が高い。
4. よって彼自身のみ関わる事柄こそが、個性の本来の活動領域であって、この領域では他人の注意や警告を無視して犯すおそれのある誤りより、他人が彼にとっての幸福と見なすものを強要することを許す実害のほうが大きい。

一方でこの自由の主体たる人物は諸々の能力の成熟している成人であるべきであり、また社会的統制の実行を明確に回避しているわけではないこと、愚行の結果として受ける批判や軽蔑、拒否などは当人が引き受けなければならないことを主張する。ミルの『自由論』は自立と自律に対して倫理的にかなり厳しい主張をしており、結果主義や自己責任論を包含している。ミルの主張によれば、愚行を倫理的に非難することと法的に刑罰の対象とすることは別のことであり、刑罰は最低線の倫理からもたらされるとする。

## 批判
ソクラテス以来の「善く生きる」倫理観、あるいは目的論からの解釈によれば、「愚かな」行為の自由とはあくまで他人から見てのことであり、自分でそう思っているはずがない、意図的に悪や堕落を求め自ら破滅しようとする人は例外的であり、人生に生きがいを求め賢く生きたいと思うのが通例だろうからである。愚行権を想定した自由主義による倫理原則は、あくまで「やってはいけない」ことの基準を示す消極的基準であり、推奨すべき行為規範を与えるものではない。
フェミニズムの論客として研究・著述活動をおこなっている永田えり子によれば、たとえばポルノを見る自由や麻薬を吸う自由は愚行権と解釈すべきではなく、本人が低俗であると信じる内容を保護するものではなく、あくまで本人が善であると信じるところのことを行う自由と解すべきである、とする。
借金苦から家族を守りたい債務者や不治の病に苦しむ患者が「もう死ぬしかない」と確信することを社会は温かく見守らねばならないのか、との命題にミル「自由論」は自己責任の回答を与える。ロールズの公正の哲学に拠れば、社会が確信的な愚行者に対する救済を用意することにより（その救済を利用するかどうかは彼･彼女の自由である）、社会が行為者のきわめて自主的な自由を容認することに対する補償、あるいは適切な情報提供や援助などによる困窮への是正、あるいは社会全体のありよう（目的）として困窮した愚行者を見捨てないことによる社会的厚生の向上という目的に合致することによって、正義が実現できる可能性がある。厳寒期の冬山に登山を試み遭難した登山者に対して、ミルの『自由論』の見地では自己責任として放置しても社会的公正になんら影響を与えないが、ロールズの見地では冬山遭難の発生を想定し準備しておき、十分な情報や教育を提供し、いざ救援を要請されれば最大限救出を試みることが社会的公正（正義）に適う。

## 愚行権の論じられる行為の例

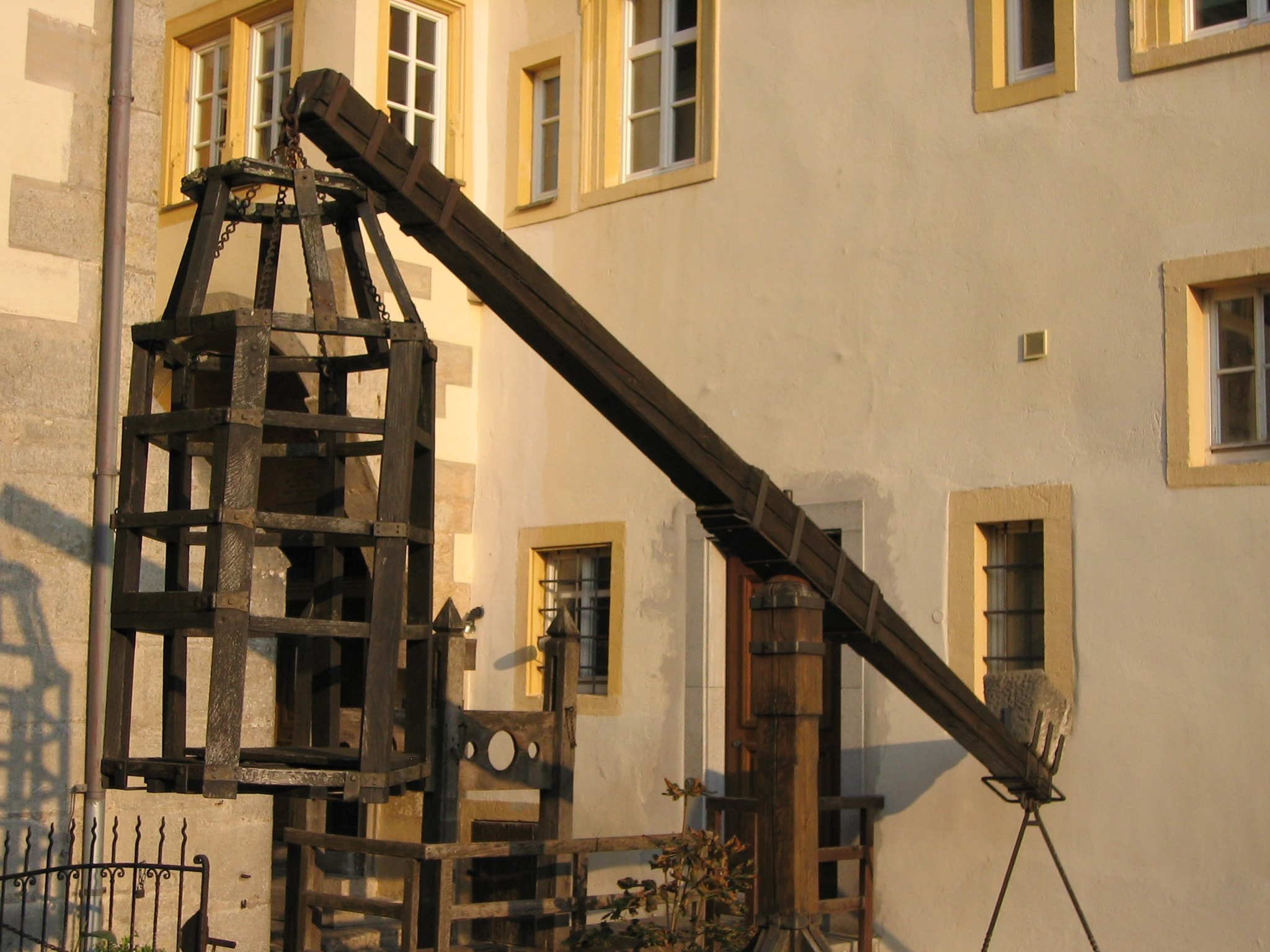
中世ドイツでは泥酔者は神に対する罪として檻に入れられ街頭で晒し者にされた
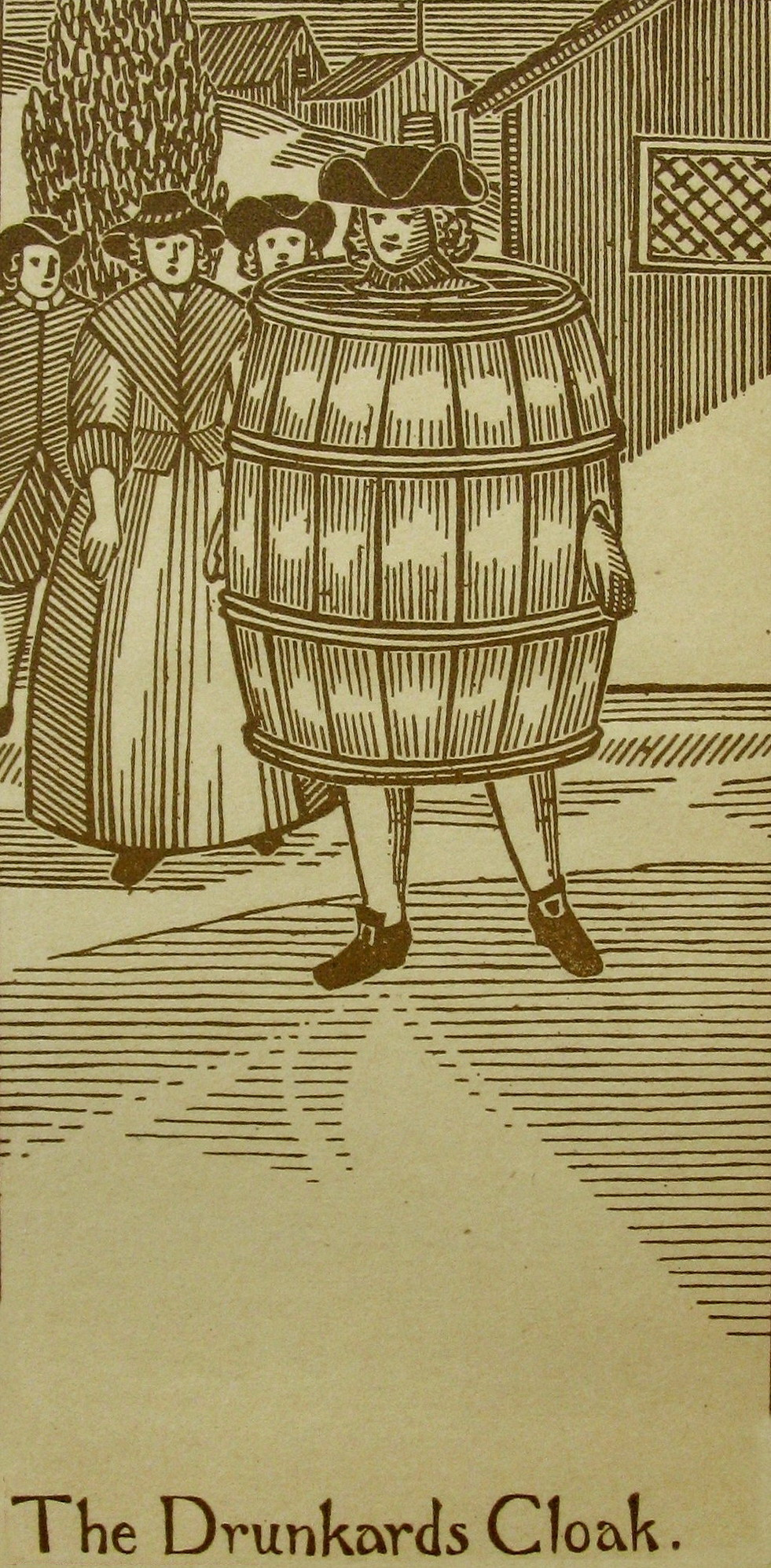
イギリスでは泥酔は16世紀に法廷罰となり酔っぱらいのマントが使用されるようになった。

- 喫煙[3]/飲酒[4]/薬物乱用
- 自傷行為/自殺
- 臓器売買
- 人工妊娠中絶
- 冒険[3]
- 売春[4]/ポルノ[3]
- 賭博[4]
- 自己奴隷化の契約[4]
- ドーピング[5]
- 治療拒否（延命治療拒否や輸血拒否[3]など）